# Karsdorf
Karsdorf är en kommun och ort i Burgenlandkreis i förbundslandet Sachsen-Anhalt i Tyskland.
Kommunen ingår i förvaltningsgemenskapen Unstruttal tillsammans med kommunerna Balgstädt, Freyburg (Unstrut), Gleina, Goseck, Laucha an der Unstrut och Nebra (Unstrut).